# São Domingos (Santiago)
São Domingos és una vila al centre de l'illa de Santiago a l'arxipèlag de Cap Verd. Es troba a 13 km al sud-est d'Assomada i 13 km al nord-oest de la capital Praia, situada a la carretera Praia-Assomada connecta la ruta amb el nord de l'illa. És la seu del municipi de São Domingos.
La vila El poble va ser fundada a mitjans del segle xvi. El poble va ser cremat fins als fonaments per Francis Drake i els seus homes durant la Captura de Santiago en 1585, i els seus habitants van fugir.
Els principals equips de la vila, principalment de futbol, són Os Garridos, el més antic i més conegut a la zona i Andorinha. Fins al 2003 eren presents a la Lliga de l'illa de Santiago, i després de la ruptura, participaren en el Campionat regional de Santiago Nord fins al 2010, que participen en el Campionat regional de Santiago Nord.